# Brachypodella
Brachypodella é um género de gastrópodes pertencentes à família Urocoptidae.
As espécies desse género podem ser encontradas na América do Norte e Central.

## Espécies
Espécies (lista incompleta):
- Brachypodella antiperversa (Férussac, 1832)
- Brachypodella bourguignatiana (Ancey, 1886)
- Brachypodella britoi Ferreira & Coelho, 1971